# 탈중국화
탈중국화(脫中國化 영어: De-Sinicization)는 근대 이후 중국의 정치, 문화적 영향권 내에 있던 민족들이 중국에 종속적인 관계를 부정하고 주권 국가, 민족 국가의 정체성을 중시하며 중국으로부터의 정치, 문화적 영향에서 벗어나려하는 움직임을 말한다.

## 배경
19세기 이후 서구 세력의 침투로 동아시아에서 중국의 위상이 흔들리며 조선(대한제국)과 베트남이 각각 일본과 프랑스에 의하여 청나라의 영향권으로부터 벗어나기 시작하였으며 이때 함께 들어온 서구의 민족주의 사상에 영향을 받아 탈중국화가 급속화됐다.
중화인민공화국에서는 중화민국이 중국 대륙과 연결고리를 끊고 독자적인 타이완 공화국으로 정체성을 확립하려 하는 움직임에 대해서도 이 용어를 쓰고 있다.

## 같이 보기
- 차이나 엑소더스(China Exodus) - 2010년대 이후 외국기업들의 중국시장에서 대규모 철수 현상